# Dendrosida parviflora
Dendrosida parviflora är en malvaväxtart som beskrevs av P.A. Fryxell. Dendrosida parviflora ingår i släktet Dendrosida och familjen malvaväxter. Inga underarter finns listade i Catalogue of Life.